# Studio Dům
Studio Dům je amatérské divadlo založené režisérkou Evou Tálskou v Brně v roce 1991. Studio bylo koncipováno jako umělecký soubor propojující inscenační tvorbu s alternativní divadelní školou.

## Historie
Založení Studia Dům předcházela touha Evy Tálské inscenovat vlastní projekty v alternativních divadelních prostorech (např. opuštěné budovy, městské části, domy). Impulsem ke vzniku inscenace tak neměl být dramatický text, nýbrž rozehrání určitého prostoru nebo inspirace konkrétním domem. Odtud vzešel i název divadla. Místem pro uskutečnění první inscenace se měl stát dům v Ptašinského ulici č. 13. Nakonec se od představy inscenací v neobydlených domech upustilo a studio se zaměřilo především na zkoušení neobvyklých divadelních postupů. Roku 1991 Eva Tálská spolu s hudebním skladatelem Milošem Štědroněm založili Nadaci Studio Dům, jejímž cílem bylo zajištění financí pro tyto divadelní experimenty. Prvním domem, který nakonec divadlo zabydlelo, byl Dům umění. První inscenací byla preformance Za devatero horami.

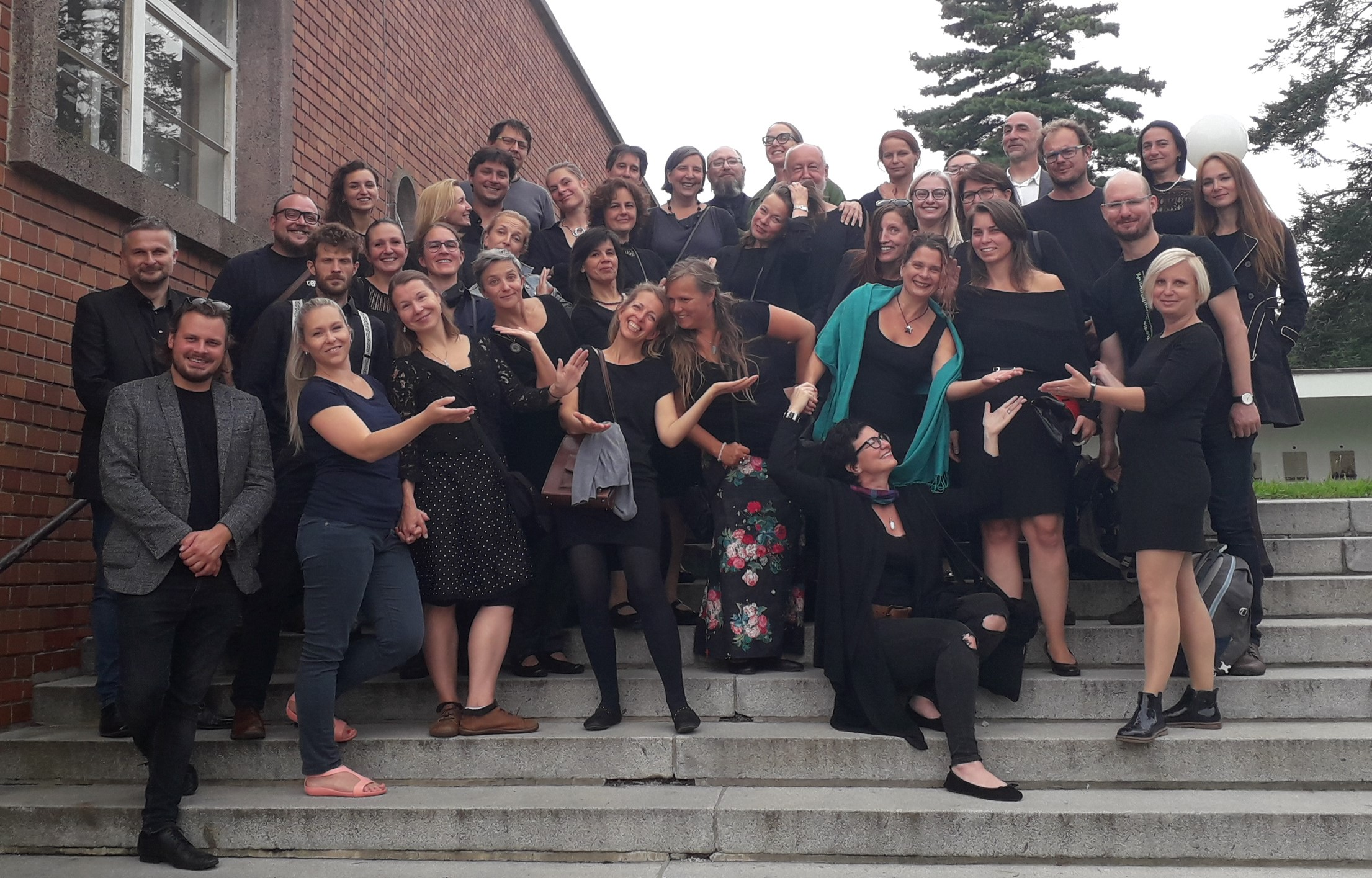
Studio Dům - hromadná fotografie, 2020

## Soubor divadla a poetika
Herci věku 15-20 let byli do souboru nabíráni konkurzem. Soubor pracoval 4-5 let a poté se přirozeně obměňoval. Během práce na inscenacích získával soubor nejen patřičné herecké zkušenosti, jednotlivci současně dostávali na vybranou, jakému uměleckému druhu se chtějí nadále věnovat. I když byl soubor tvořen herci amatéry, vedli ho profesionálové. Od začátku své herecké kariéry se tedy mohli věnovat skládání hudby pod vedením Miloše Štědroně či výtvarnému umění u výtvarnice Jany Prekové. Pod vedením Antonína Maloně vytvářeli herci také loutky, které k tvorbě Studia Dům neodmyslitelně patřily. Stanislava Tomanová a Míla Kudličková kultivovaly jevištní mluvu, pohybovou výuku měla na starosti Alena Ambrová, herečka Divadla Husa na provázku, a další. Později se k souboru přidávali další profesionálové. Herci se zdokonalovali ve vzdušné akrobacii, žonglování nebo pantomimě. Eva Tálská tímto způsobem navázala na koncept nepravidelné dramaturgie autorských divadel 60. let 20. století. Studio pod vedením této režisérky vychovalo mnoho divadelníků, kteří se divadlu věnují ve své profesi. Mezi ně patří například herec Jan Budař, Matěj Dadák, Martin Chamer, herečka Eva Vrbková, Kateřina Jebavá a Martina Krátká, sbormistr Jan Ocetek nebo teatrologové či praktičtí divadelníci, dramaturgové a překladatelé David Drozd, Pavel Drábek, Filip Teller, Tomáš Pavčík, Pavla Dombrovská, Andrea Hanáčková, Barbara Gregorová či Barbora Schnelle.

## Repertoár
Lidová poezie se stala tématem prvních dvou generací Studia Dům. První plnohodnotná inscenace Betlém (1991) se hrála v rozličných městech na Vánoce v letech 1991-1996. Dodnes se hrává pod záštitou Divadla Husa na provázku v Brně. Pohyb herců se inspiroval sochami a obrazy s křesťanskou tematikou, mluvené slovo pak bylo stylizované v duchu barokních lidových her. Toto představení se většinou odehrávalo na schodech kostela, i když bylo uzpůsobeno téměř jakémukoliv pouličnímu prostoru. Inscenace nevychází z konkrétní textové předlohy. Jedná se o koláž, kterou Eva Tálská sestavila na základě vánočních koled a lidových her. 
Inscenace Svatební Dům byla uvedena v roce 1999 v Domě pánů z Fanalu. Byla rozdělena na čtyři různé části podle různorodě výtvarně pojatých místností. E. Tálská využívala každého prostředku, který jí dům nabídl (křivé podlahy, trámy atd.). Námětem k této inscenaci byly opět lidové pověsti, zvyky a písně.
K příkladům inscenací inspirovaných lidovou poezií, tradicemi a maskami patřila i Lidovka (1997), která byla součástí neverbálního představení Stárnutí. Příběhy v inscenaci vypovídaly o životech různých lidí. Poslední příběh, který dal název celé inscenaci, byl příběh dvojice, která se miluje, ale muže posléze odvedou na vojnu. Inscenace postrádala mluvené slovo, herci se pouze scénicky pohybovali, gestikulovali a používali mimiku.
Eva Tálská však netvořila jen lidově laděné inscenace. V roce 2006 pod jejím vedením vznikla poetická montáž snů deseti interpretů/herců pod názvem Sny. Na začátku inscenace se všichni herci uložili ke spánku, pak přišel muž v černém cylindru a na jevišti postupně ožívaly jednotlivé sny. Sny byly mezi sebou úzce propojeny skrze významy evokované rozehranými dramatickými situacemi. Vše působilo dojmem plynoucích obrazů, které se objevovaly a zase mizely jako ve snu. Inscenace zachycovala témata strachu, manipulace či ponížení. Celkově však působila jako tragikomedie, která měla pomoci divákům zbavit se strachu a povznést se nad ním.
Eva Tálská byla také jedním ze zakladatelů Divadla Husa na provázku, se kterým Studio Dům vždy úzce spolupracovalo. První inscenací Divadla Husa na provázku, na které se soubor studia výrazně podílel, byli Vlci od Romana Sikory. Další ze společných inscenací byla pašijová lidová hra Komedie o umučení a slavném vzkříšení Pána a Spasitele našeho Ježíše Krista (2000). Mezi další inscenace Evy Tálské patří například Svatbičky (1997), Černá panna (1997) nebo Rytmy Krčmy (2003), Krvák (2007), Výprodej snů (2009) a další.  Ke spolupráci pozvala Tálská později Huberta Krejčího, který se souborem nastudoval inscenaci Arlekino vévodou Bretaňským aneb Král Leyr a jeho tři dcery neboli Zkamenělý princ (1996).